# Nomada lucilla
Nomada lucilla är en biart som beskrevs av Nurse 1902. Nomada lucilla ingår i släktet gökbin, och familjen långtungebin. Inga underarter finns listade i Catalogue of Life.